# PKP řada TKw2

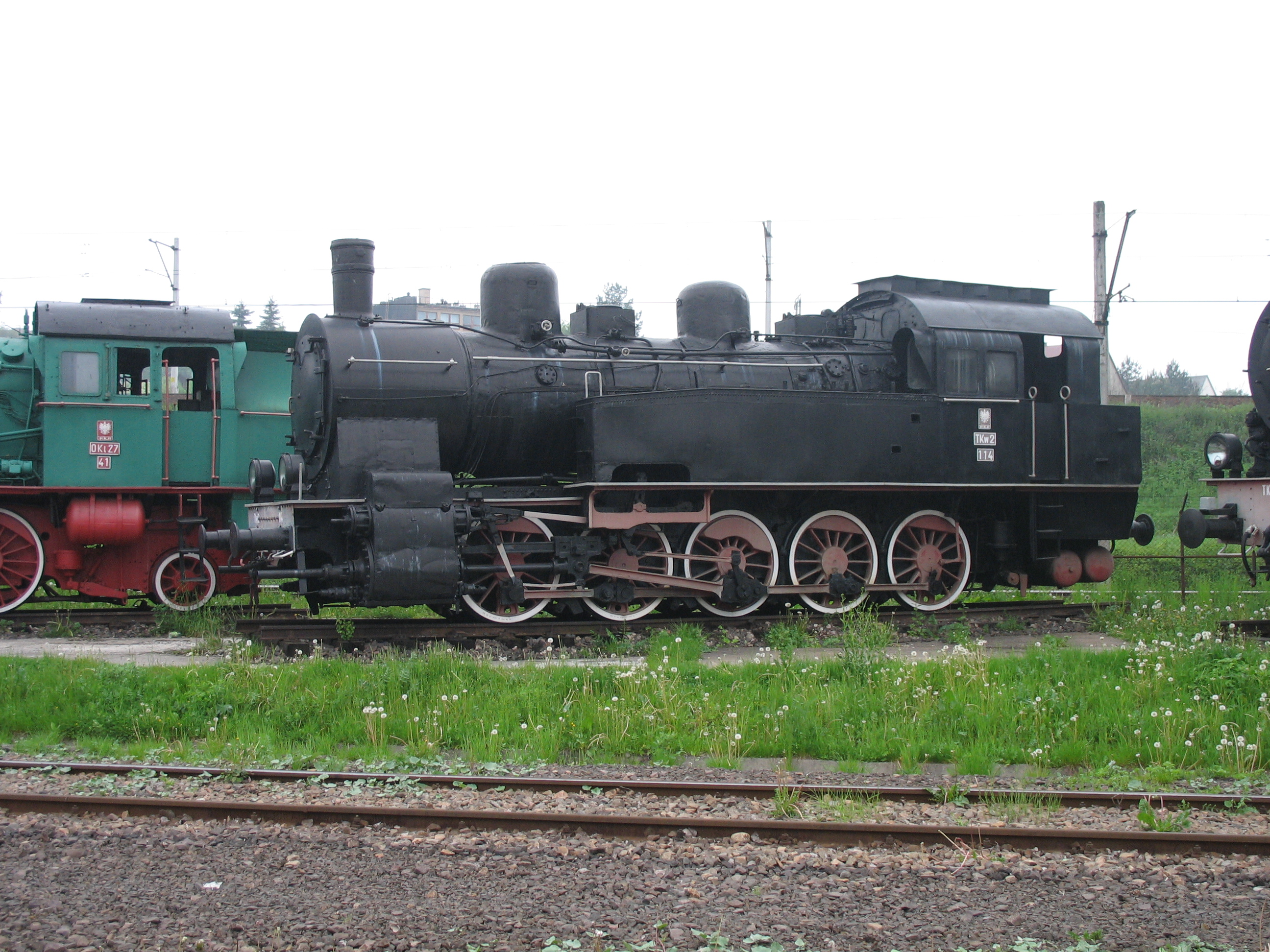
Lokomotiva TKw2-114 v Chabówce

TKw2 je polská parní lokomotiva, vyráběná v letech 1913 až 1924 v berlínském závodě Schwartzkopff. Lokomotivy tohoto typu byly používány především k přepravě zboží při výrobě a zpracování uhlí. Bylo vyrobeno asi 129 kusů.